# هرمان هوزر
هرمان هوزر (بالألمانية: Hermann Hauser)‏ هو رائد أعمال نمساوي، ولد في 23 أكتوبر 1948 في فيينا في النمسا.